# Černohorci (opera)
Černohorci je romantická opera o třech jednáních českého skladatele Karla Bendla na libreto českého spisovatele Josefa Otakara Veselého. Byla napsána pro soutěž k otevření Národního divadla v Praze, ale po jeho požáru byla nakonec poprvé uvedena dne 11. září 1881 v Novém českém divadle, letní scéně Prozatímního divadla.

## Vznik a historie díla
Karel Bendl se bezprostředně po odbočce ke komické opeře (Starý ženich, 1871–74) a dokonce operetě (Indická princezna, 1876–77) vrátil k vážné opeře. Libreto mu pro tento účel zpracoval spisovatel Josef Otakar Veselý. Heroickou látku přitom čerpal z nedávné jihoslovanské historie: námětem opery je láska dcery tureckého paši k černohorskému pohlavárovi s historickým pozadím osvobozovacího boje Černé Hory. Autentičnosti libretu dodával fakt, že Veselý Černou Horu a její lid z vlastní zkušenosti dobře znal. Libreto poskytlo Bendlovi řadu exotických momentů, ke kterým skladatel tíhnul už v Lejle a Indické princezně a které i v Černohorcích účinně zužitkoval. Byly to na jedné straně orientální motivy jako zpěv tureckých dívek, melismatické árie pašovy dcery Zajmy a orientální baletní fantasie ve třetím dějství, na druhé straně černohorské folklórní prvky jako tanec srbské kolo ve druhém dějství, píseň starého guslara Ilji a písně černohorské dívky Milici.
Bendlova velkoryse koncipovaná opera, navracející se k velkooperním ambicím jeho prvních hudebně dramatických děl Lejly a Břetislava, vznikla koncem roku 1877, avšak v době dokončení cenzura uvedení opery s jihoslovanskou tematikou zakázala kvůli napjaté politické situaci na Balkáně, jež byla řešena na Berlínském kongresu. Uvedeny byly pouze koncertní ukázky; J. O. Veselý brzy po dokončení zemřel. Bendl operu zadal do soutěže vyhlášené k otevření Národního divadla Sborem pro zřízení Národního divadla. Ceny byly uděleny 4. prosince 1880; v oboru vážné opery zvítězila podle očekávání Smetanova Libuše, ale Černohorci se podělili s Fibichovým Blaníkem o cenu 1000 zlatých původně určenou pro kategorii komická opera, k níž se však nesešli vhodní kandidáti. S cenou byla spojena i záruka provedení.
Avšak dříve než mohli být Černohorci uvedeni na nové scéně, Národní divadlo vyhořelo. Premiéra opery se proto konala sice v původně stanoveném termínu 11. září 1881 (v literatuře se traduje mylně 11. říjen), avšak v Novém českém divadle, vedlejší letní scéně Prozatímního divadla. Provedení bylo velmi pečlivé, pouze dekorace byly v důsledku požáru „na kvap a nepříliš šťastně sestavené“, divadlo bylo vyprodáno, obecenstvo přijalo novinku vřele. Bendl, který na premiéru přijel ze svého tehdejšího působiště v Itálii, byl vyvolán více než dvanáctkrát a dostal tři věnce. Největší úspěch měla Irma Reichová ve vděčné úloze muslimské dívky Zajmy.

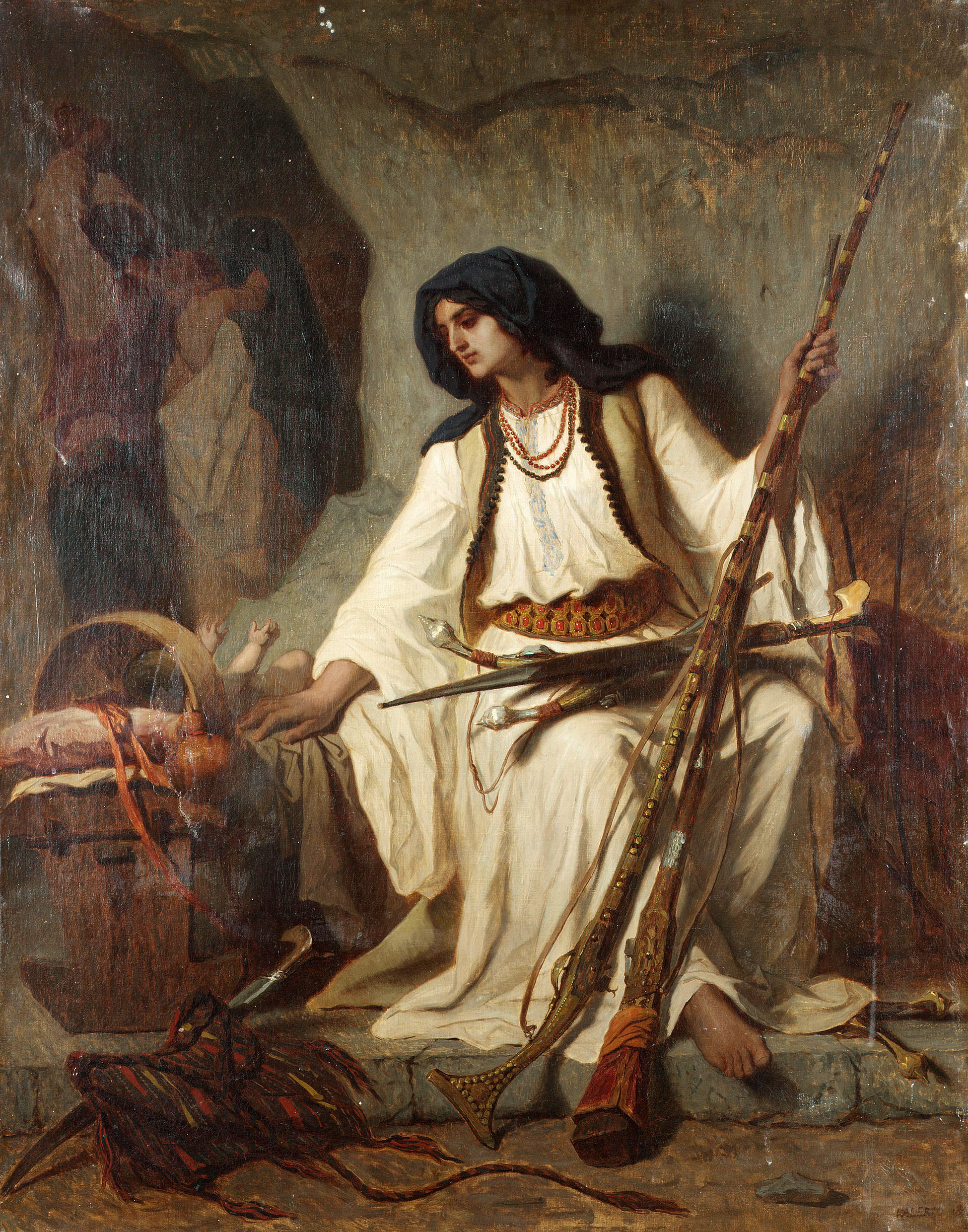
Černohorská žena, Matka bojovníka. Obraz Théodora Valéria ze 70. let 19.- století.

Kritika nijak nešetřila již nežijícího libretistu, jehož práce podle Otakara Hostinského „není nikterak z nejlepších“, protože „postrádá v nejednom ohledu jednak rozmanitosti, jednak rozumného hospodaření s dramatickými efekty, dikce není vždy uhlazená a také v dramatické stavbě jeví se mnohý nedostatek.“ Zejména slabé, zdlouhavé a nelogické je poslední jednání, jehož zakončení je oproti účinným finále 1. a 2. dějství zklamáním; jeden z kritiků uštěpačně poznamenává: „Znovuoživením Miloše básník neučinil žádný právě geniální tah pera, a nechtěl-li nestravitelnost závěru učinit ještě nestravitelnější, neměl alespoň raněného uzdravovat až tak rychle.“ Při repríze o pět let později jeden z kritiků dokonce mluvil o „nicovitém, místy až hnusně nemotorném podkladu textovém“ a vyjádřil se: „Po mém mínění mají Černohorci nejbídnější libreto ze všech českých zpěvoher - a tím, jest, bůh ví, mnoho řečeno.“

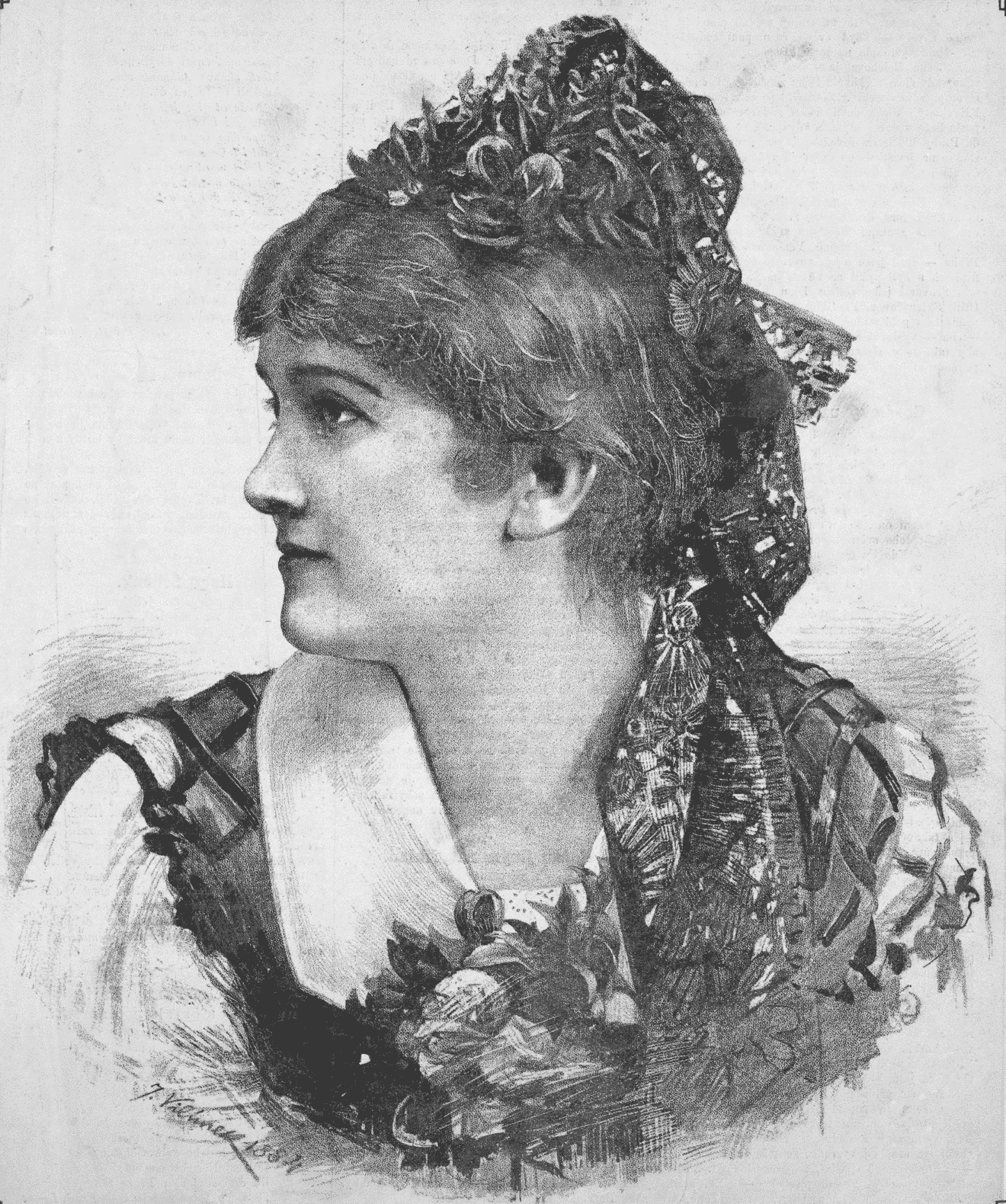
Irma Reichová, první představitelka Zajmy. Portrét Jana Vilímka.

Bendl si ovšem zjevně cenil zejména možnosti konfrontace dvou národních živlů (Hostinský: „Toť ona stránka celého díla, kde intence básníkovy a hudebníkovy nejlépe se shodovaly a kde tudíž především zabezpečen byl úspěch.“). Avšak Bendl je především lyrik, „snadno k sentimentalismu příliš se blíží“, a v melodice i harmonii „je měkkým, vždy lahodným, nikdy drsným nebo násilným“, což je na závadu dramatickému vyznění zejména tam, kde mělo samo libreto nedostatky, jako na konci 3. dějství, který se stává lyricky rozvláčný. Z dramatického hlediska tedy Černohorci nedosahují kvalit Lejly. Celkovým charakterem se přitom Černohorci málo liší od Lejly: skladatel „vykazuje snahu hudební proud co nejméně přerušovat a sledovat slova charakteristickou hudbou“, ale má daleko k hudebnímu dramatu wagnerovského typu: obsahuje zřetelně oddělená uzavřená čísla, některé melodie se opakují, ale nejsou propracovávány ve smyslu teorie příznačných motivů, polyfonie je využívána poměrně málo, deklamace zpívaného slova je často nepřirozená. Kritika ocenila Bendlovu instrumentaci a umění psát pro lidský hlas. Velké úsilí věnoval skladatel charakterizaci (lokálnímu koloritu) tureckého i černohorského prostředí, kritika však vyčítala v případě prvního, že tak činí „znaky docela zevnějšími a přímo konvencionálními“ (s výjimkou postavy Zajmy, jež „jeví se nám v plném poetickém kouzlu orientalském“), v druhém případě pak využívání prvků černohorské lidové hudby hraničilo až s napodobením a některé zpěvy 2. jednání, byť autentické, svým prostým a lehkým rázem neodpovídaly vážnému a důstojnému hudebnímu ladění opery. Z jednotlivých čísel vyzdvihla kritika píseň Miloše za scénou a Iljovu baladu v 1. dějství, scénu černohorského tábora na počátku 2. dějství, píseň Zajmy v 3. dějství a oba balety, srbské kolo ve 2. a orientální taneční fantasii ve 3. dějství. O prvním z nich i zastánce principů hudebního dramatu Hostinský tvrdí, že „patří […] k oněm řídkým případům v literatuře zpěvoherní, proti nimž i ten, jenž jinak není právě přítelem balletu, ničehož nemůže namítati.“ V. V. Zelený chválil v Osvětě Bendlovu lyrickou vroucnost i dramatický vzlet.
První inscenace Černohorců v Prozatímním divadle se dočkala 7 repríz v prvním roce 1881 a pak ještě čtyř dalších v roce 1883. O tři roky později byla opera znovu nastudována na scéně Národního divadla, pro niž byla původně určena. Skladatel pro tento účel podstatně přepracoval 3. jednání; premiéra této nové verze se konala 8. května 1886. Hrála se zde v průběhu zmíněného roku pětkrát, provázena Bendlovou Jihoslovanskou rapsodií. Inscenace byla nádherně vypravena a nahradila tak prozatímní dojem z původního uvedení, ale kritika žehrala na nedostatek obecenstva. Vícekrát Černohorci na divadelní scénu uvedeni nebyli.
Libreto bylo vydáno tiskem roku 1881. Partitura, hlasy a klavírní výtah opery nebyly vydány, nacházejí se v archivu Národního divadla.

## Osoby a první obsazení
| osoba                                               | hlasový obor | premiéra (11. 9. 1881) |
| --------------------------------------------------- | ------------ | ---------------------- |
| Kníže Petr II. Petrovič Njeguš, vladyka Černé Hory  | baryton      | Josef Lev              |
| Nikola Kneževič, pohlavář                           | baryton      | Leopold Stropnický     |
| Miloš Martinovič, pohlavář                          | tenor        | Antonín Vávra          |
| Ljubota, tajný poturčenec                           | bas          | Karel Čech             |
| Milica, Milošova žena                               | alt          | Berta Smetanová        |
| Stipe, synáček Ljubotův                             | soprán       | Hermína Frommová       |
| Ilija, starý guslar                                 | bas          | František Hynek        |
| Hussein, turecký paša                               | bas          | Jan Kolín              |
| Zajma, jeho dcera                                   | soprán       | Irma Reichová          |
| Jussuf, náčelník posádky v turecké pohraniční tvrzi | tenor        | Josef Kompit           |
| Černohorci, Černohorky, Turci, Turkyně              |              |                        |
| Dirigent: Adolf Čech, režisér: František Hynek      |              |                        |

## Děj opery

### 1. jednání
(Skalnatá krajina na černohorských hranicích, v pozadí Husseinův letohrádek) Z letohrádku paši Husseina je slyšet zpěv žen chválících nový den a Alláha (sbor Den vzešel jasný, plný krásy). Přicházejí Husseinova dcera Zajma v černohorském oděvu, Zamilovala se totiž do černohorského pohlavára Miloše Martinoviče a očekává jeho příchod (Zajmin zpěv Sotva že s očí prchne sen). Miloš se objevuje s vlasteneckou písní na rtech (Černá Horo, moje domovino). Zajma se k němu přitočí a hovoří o lásce, ale Miloš je již šťastně ženat a vychvaluje svou Milicu. Turecká dívka odchází rozhořčena.

Kníže Petr II. Petrovič Njeguš (1813-1851) je jednou z postav opery

Milica se dostavuje s ostatními Černohorci. Jdou zaplatit výkupné za svého knížete, kterého Turci zrádně zajali při mírovém jednání. Jsou mezi nimi Milošův pobratim Nikola Kněževič a Ljubota, tajný poturčenec. Na vyzvání lidu zpívá guslar Ilja píseň o Nikolovu otci, kterého zabili Turci, a o jeho matce, která byla před patnácti lety uchvácena do tureckého zajetí (píseň Ój! Bolně stená kukavice sivá). Vida smutek svého přítele Nikoly, přísahá mu Miloš, že najde jeho matku a pomstí smrt jeho otce (duet Ó drahý, nevíš, jak mi v nitru bouří).
Paša Hussein, vojenský náčelník Jussuf a další Turkové přivádějí zajatého knížete (zpěv knížete Sem, drazí, na mou hruď). Černohorci vyplácejí výkupné, sotva je však kníže osvobozen, vyzývá k boji: kdokoli v Černé Hoře nevyznává křesťanství, buď ještě dnes zabit. Černohorci nadšeně přijímají a žehnají své zbraně (sbor Jsme věrný, pravoslavný lid).
Hussein a Jussuf se obávají. Ljubota je upokojuje: mezi Černohorci je dost jejich tajných přátel, jen je třeba jim nějakou lstí dopravit zbraně. Řešení se najde, když Zajma vyhledá otce a žádá jej, aby nechal jejího milého unést tak, jako kdysi její matku – což byla matka Nikoly Kněževiče. Ljubota navrhuje namluvit Milošovi, že Nikolova matka je vězněna v Husseinově hrad. Miloš se ji jistě ihned vydá osvobodit a přenechá velení černohorských sil svému zástupci Ljubotovi. Hussein nařizuje tureckým vojákům, aby poslouchali Ljubotovy povely, a slibuje mu za jeho zradu hodnost harambaše (finále Dnes Ljubota vám bude vůdcem všem).

### 2. jednání
(Skalnatá krajina s vchodem do jeskyně – Černohorský tábor) Černohorci i Černohorky se hotoví k boji (sbor Muž můj jako sokol mladý). Mezi nimi i Miloš a Milica se vzájemně ubezpečují o své lásce i smělosti v boji (duet Již slunce hory líbá… Umím buzdyhanem vlásti). Tančí se národní tanec „kolo“ (balet a sbor Poskoč, Pavle, jako páv). Miloš pak rozestaví stráže. Přichází k němu Ljubota se smyšlenou historkou o matce Milošova pobratima (zpěv Je velmi bídně živa) a Miloš ji podle očekávání běží osvobodit. Ljubota vysílá svého syna Stipa přivést Turky se zbraněmi. Sám si nejprve dodává odvahy (zpěv Oj, černokřídlá noci, dcero pekla), pak posílá Černohorce zpět do údolí. Bojovníci jeho rozkazu uposlechnou a odcházejí v bojové náladě (Jen dál! Jeť heslem Černohorce „dál, jen dál“). Poté Ljubota vítá turecké ozbrojence a zpečeťuje svou oddanost přísahou (scéna a kvartet Na tuto svatou korouhev). Překvapí jej však Nikola, který sám zastřelí Ljubotu i Jussufa a přivolaní Černohorci pak přemohou ostatní Turky (bojová scéna Plémě to v hrob nechať padne). Od Stipa se dozvědí o Milošovu osudu a vydávají se k Husseinovu hradu, aby svého velitele zachránili (finále Však kde je Miloš, drahý pobratim?... Buď proklet již, ty muži plný zrady… Jeť heslem Černohorce „dál, jen dál“).

### 3. jednání
(Komnata v letohrádku Husseinově) Zajma dychtivě očekává Miloše (zpěv Noc rozpjala již křídlo temné). Hussein ji utvrzuje a povzbuzuje, připomíná však, aby se nezmiňovala o matčině smrti (duet Jej pojmi v náruč sladkou). Brzy na to vstupuje oknem Miloš. Závojem zahalenou Zajmu považuje za ženu, kterou přišel osvobodit (zpěv Buď bohu dík, jsem na místě). Když poznává Zajmu, která se jej pokouší svést, odolává jí. Dozvídá se, že je Nikolovou sestrou, a nabízí jí, že ji odvede, ale milovat ji nechce (duet Ach, drahý, ke mně blíže… Sem rozmilý můj sedni). Zajma přivolá svého otce. Ten Miloše zajímá a prozrazuje mu, že padl do léčky. Již jsou ale zvenčí slyšet černohorští bojovníci, kteří přemohli turecké stráže. Miloš se vrhne na Husseina, ale Zajma jej zadrží. Paša Miloše zraní, brzy však sám hyne Nikolovou rukou.
Milica nad Nikolou naříká (zpěv Ó momče, momče, momče milý). Rovněž Zajma pláče nad umírajícím otcem. Stipe ji utěšuje, Nikola zase povzbuzuje Milicu (kvintet Však kdybys ty mi umřít měl). Hussein umírá, avšak Miloš vyskočí živ a téměř zdráv. Osiřelí Stipe a Zajma odcházejí spolu (duet Vše, Zajmo, vše ztraceno jest). Kníže Černohorců vyzývá k boji proti Turkům i k osvobození Srbska (finále Jsme věrný, pravoslavný lid… Onamo, onamo, za brda ona).